# Espédaillac
Espédaillac ist eine französische Gemeinde mit 282 Einwohnern (Stand 1. Januar 2022) im Département Lot in der Region Okzitanien. Sie gehört zum Kanton Causse et Vallées und zum Arrondissement Figeac.
Nachbargemeinden sind Durbans im Norden, Livernon im Nordosten, Grèzes im Osten, Brengues und Saint-Sulpice im Südosten, Marcilhac-sur-Célé im Süden, Blars im Südwesten und Quissac-en-Quercy im Westen.

## Bevölkerungsentwicklung
| Jahr      | 1962 | 1968 | 1975 | 1982 | 1990 | 1999 | 2008 | 2018 |
| --------- | ---- | ---- | ---- | ---- | ---- | ---- | ---- | ---- |
| Einwohner | 251  | 219  | 212  | 260  | 230  | 241  | 262  | 268  |

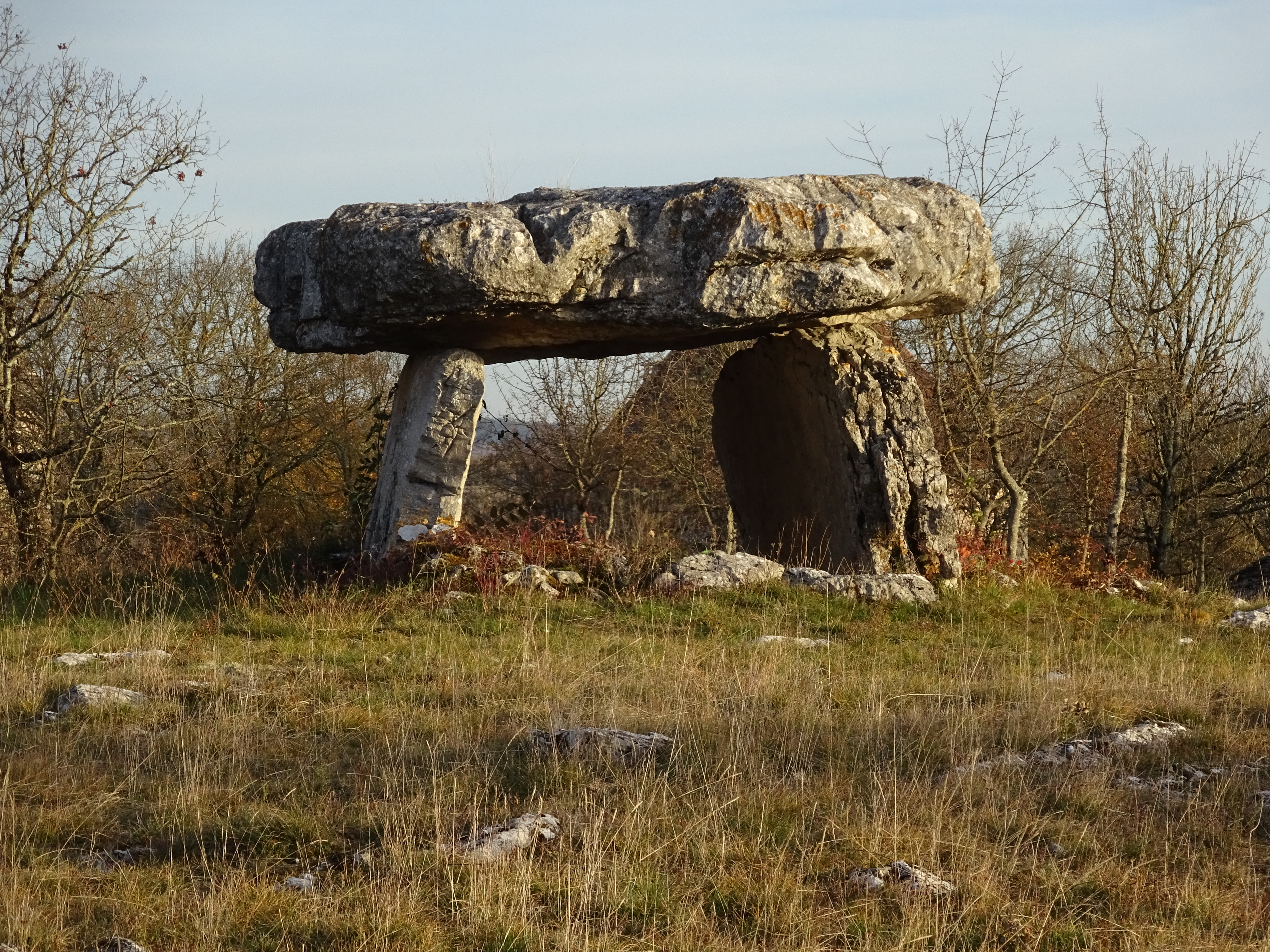
Dolmen de l’Artillou
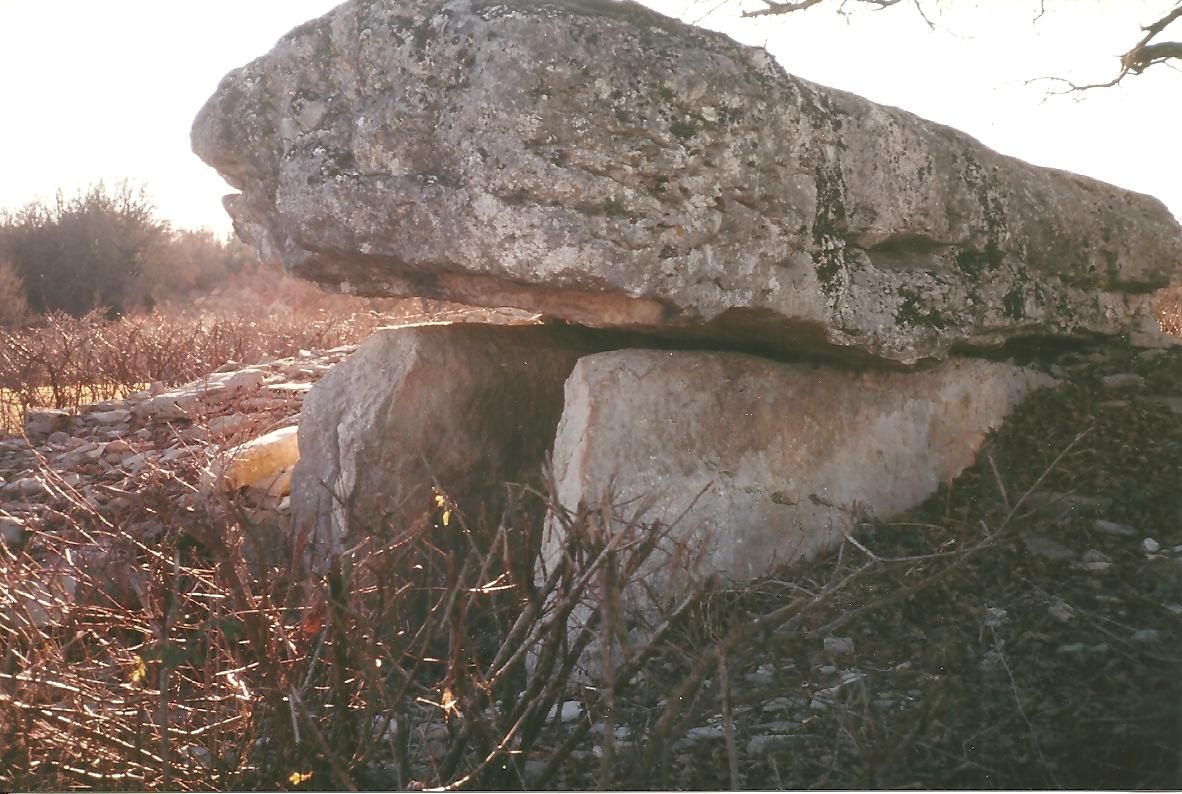
Dolmen du Peyrefit
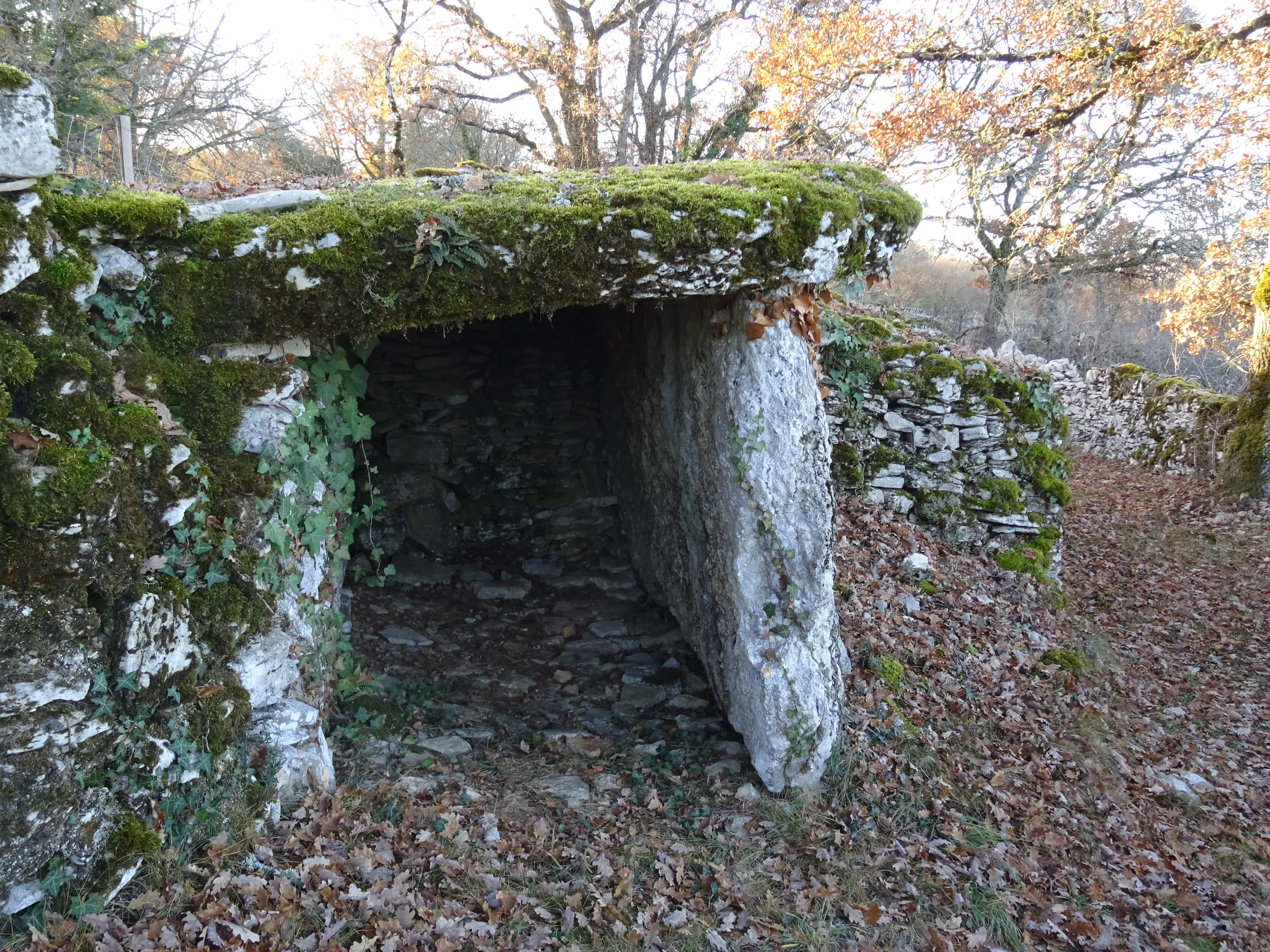
Dolmen von Place del Sol
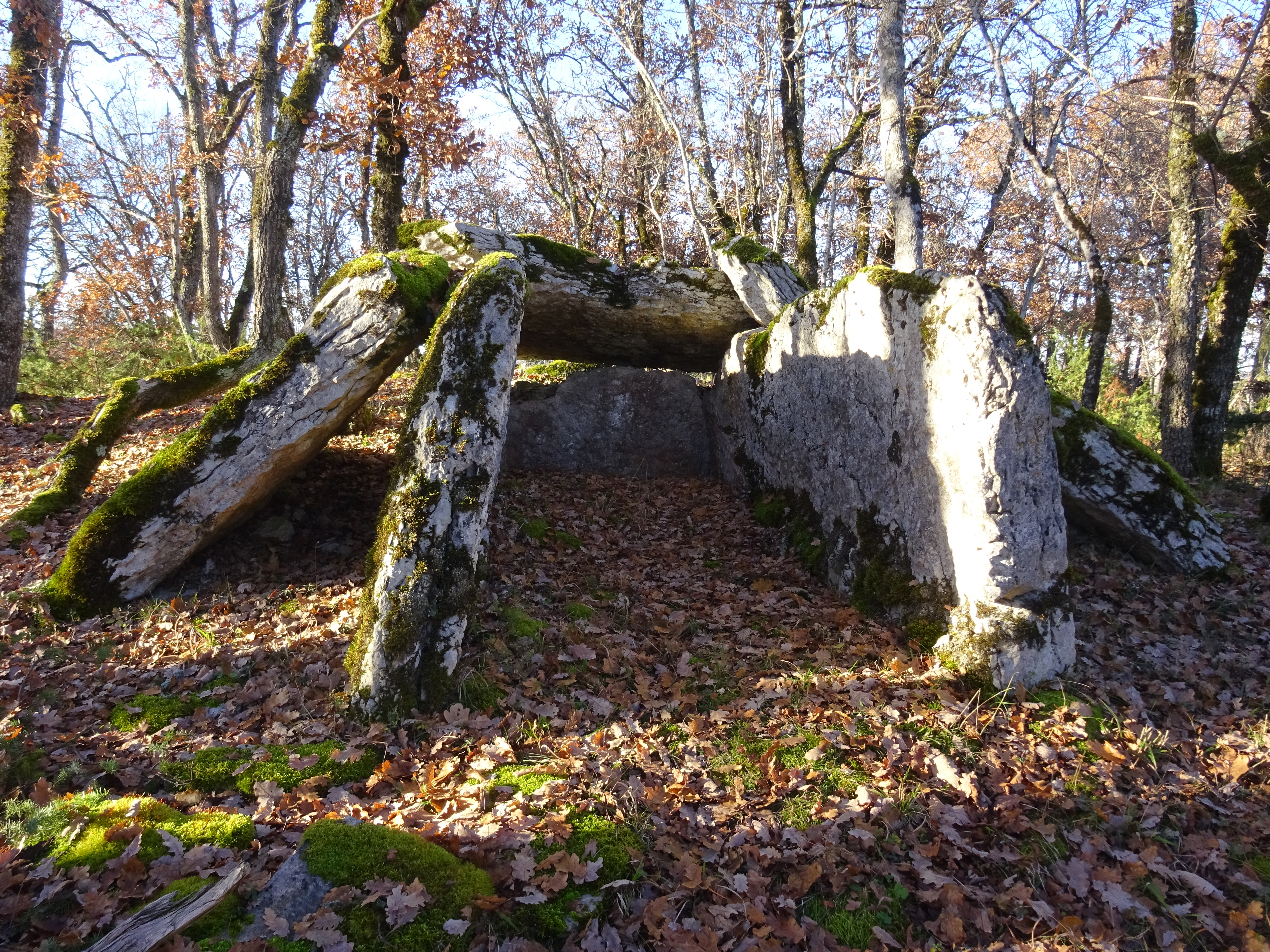
Pech Ventoux, östlicher Dolmen
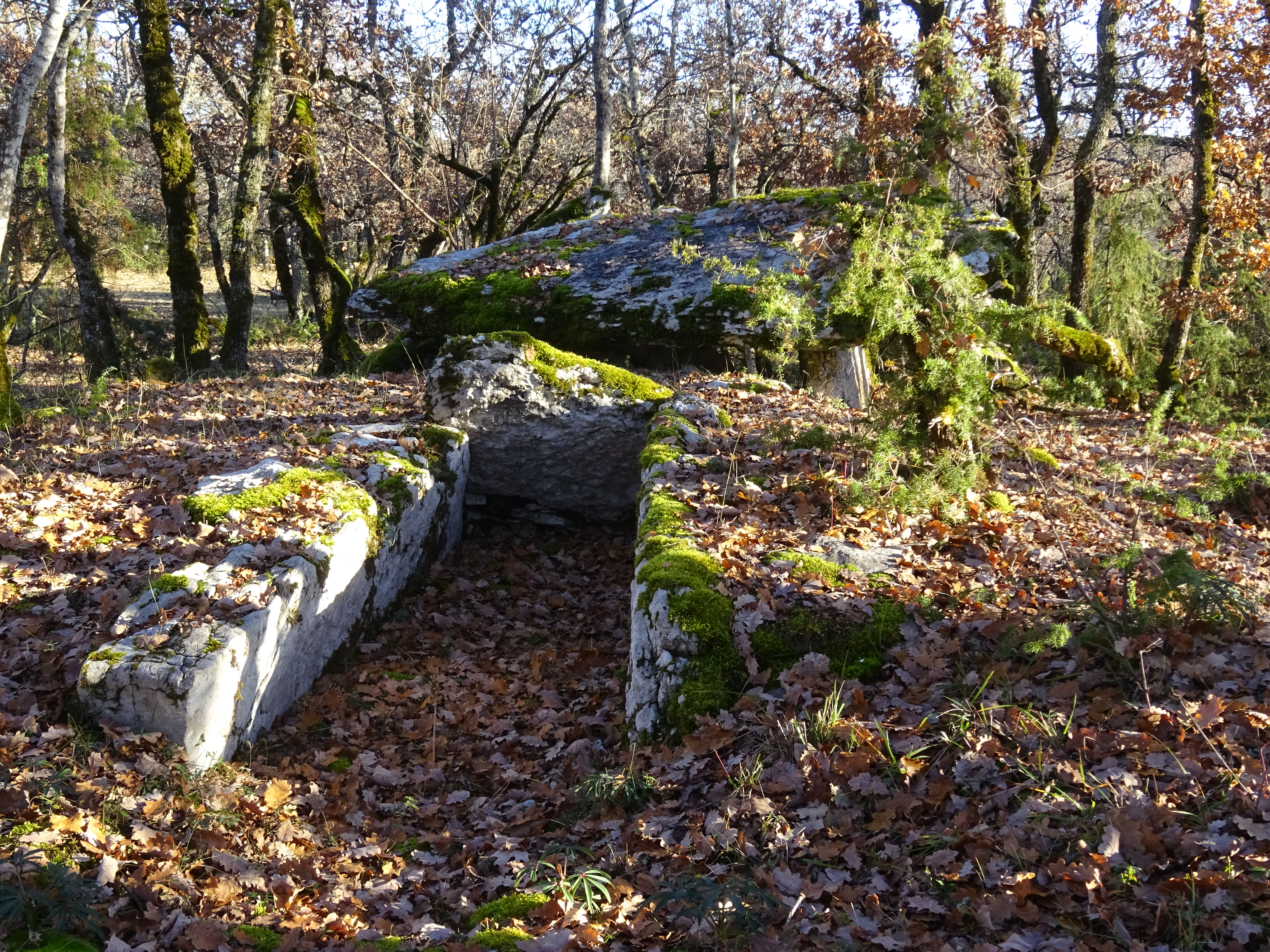
Pech Ventoux, westlicher Dolmen